# 966 Muschi
A 966 Muschi (ideiglenes jelöléssel 1921 KU) a Naprendszer kisbolygóövében található aszteroida. Walter Baade fedezte fel 1921. november 9-én.